# Verfassungsreferendum in Haiti 1935

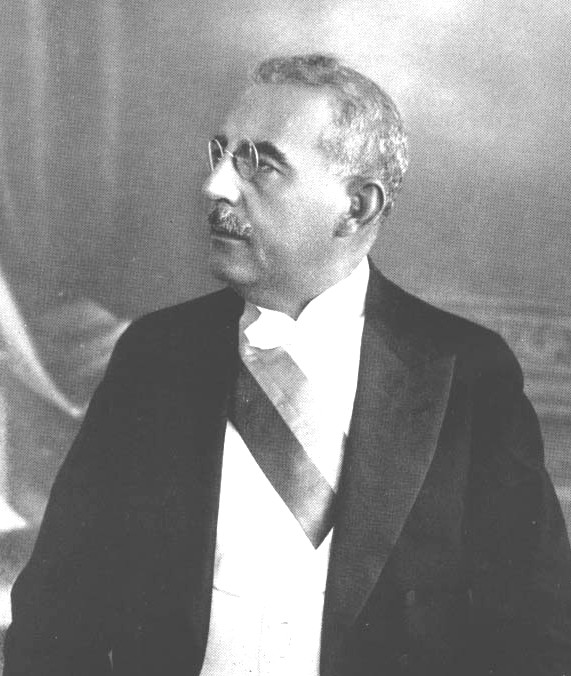
Präsident Sténio Vincent

Das Verfassungsreferendum in Haiti 1935 fand am 2. Juni 1935 statt. Die Einwohner Haitis waren aufgerufen, Änderungen der Verfassung Haitis zu billigen.

## Hintergrund
Während der Besetzung Haitis durch die Vereinigten Staaten von 1915 bis 1934 war Sténio Vincent im November 1930 zum Präsidenten des Landes gewählt worden. Er amtierte bis in das Jahr 1941, indem es ihm gelang, seine verfassungsgemäß begrenzte Amtszeit durch Volksabstimmungen zu verlängern.
Präsident Vincent hatte im April 1935 eine Kommission eingesetzt, die eine neue Verfassung zur Erweiterung seiner exekutiven Befugnisse entwerfen sollte.
Wesentliche Inhalte der Änderungen waren:
- Errichtung einer Präsidialrepublik,
- Ermöglichung der einmaligen Wiederwahl des Präsidenten,
- Einräumung des Rechts des Präsidenten, das Parlament aufzulösen,
- Festlegung, dass der Präsident alle Richter ein- und absetzt,
- Ermächtigung für den Präsidenten, per Dekret zu regieren, und
- Ernennung von zehn der 21 Senatoren durch den Präsidenten sowie dessen Vorschlagsrecht für elf weitere Mitglieder des Senats.[2]

Beide Kammern der Nationalversammlung nahmen den Entwurf am 16. Mai 1935 an. Er wurde daraufhin Gegenstand eines Verfassungsreferendums, obwohl die noch geltende Verfassung von 1932 ein solches nicht vorsah.

## Ergebnis und Folgen
Als offizielles Ergebnis wurden 614.514 „Ja“-Stimmen bei nur 297 Gegenstimmen bekanntgegeben.
Im Jahr 1939 ließ Vincent die Direktwahl des Präsidenten und Volksabstimmungen allgemein abschaffen, weil er beides als „Zeitverschwendung“ betrachtete. Das Parlament setzte die Reformen am 8. August 1939 in Kraft.